# Истинска при първа светлина
„Истинска при първа светлина“ (на английски: True at First Light) е книга на американския писател Ърнест Хемингуей. в която се разказва за неговото сафари в Източна Африка от 1953–54 г. с четвъртата му съпруга Мери, издадена посмъртно по случай стогодишната от рождението му през 1999 г. Книгата получава предимно отрицателни или хладни отзиви от популярната преса и предизвиква литературна полемика относно това как и дали дадено авторско произведение трябва да бъде преработено и публикувано след смъртта му. За разлика от критиците в популярната преса, учените-изследователи на Хемингуей обикновено считат „Истинска при първа светлина“ за сложно и достойно допълнение към по-късната му фантастика.
В двудневен период през януари 1954 г. Хемингуей и Мери са в две самолетни катастрофи подред в Африка. Той дори е обявен за мъртъв от международната преса, пристигнала в Ентебе, за да отговори на въпроси от репортери. Тежестта на нараняванията му не са напълно известни, докато не се връща в Европа месеци по-късно. Хемингуей прекарва голяма част от следващите две години в Хавана, възстановявайки се и написвайки ръкописа на това, което той нарича „книгата за Африка“, което остава недовършено заради самоубийството му през юли 1961 г. През 70-те години Мери го дарява заедно с други ръкописи на библиотеката на Джон Ф. Кенеди. Ръкописът е издаден от сина на Хемингуей Патрик в средата на 90-те години. Патрик редактира произведението до половината от първоначалната му дължина, за да подсили основната сюжетна линия и да наблегне на измислените аспекти. Резултатът е смесица от мемоар и фантастика.
В книгата Хемингуей изследва конфликта в рамките на един брак, конфликта между европейската и африканската култура и страха, който един писател изпитва, когато работата му стане невъзможна. Книгата включва описания на по-ранните му приятелства с други писатели.